# Geraesta
Geraesta là một chi nhện trong họ Thomisidae.